# جيرار ويبر
جيرار ويبر (بالفرنسية: Gérard Weber) هو سياسي فرنسي، ولد في 18 نوفمبر 1948 في الشلف في الجزائر، وتوفي في 17 نوفمبر 2016 في فرنسا. حزبياً، نشط في التجمع من أجل الجمهورية والاتحاد من أجل حركة شعبية. وقد انتخب رئيس بلدية ‏ أنوناي (25 مارس 2001 – 16 مارس 2008) وانتخب نائب فرنسي وانتخب نائب برلماني ‏ عن دائرة الدائرة الثانية في الأرديش ‏ خلال فترته النيابية ‏ (19 يونيو 2002 – 19 يونيو 2007).